# 519嗆馬踹共大遊行

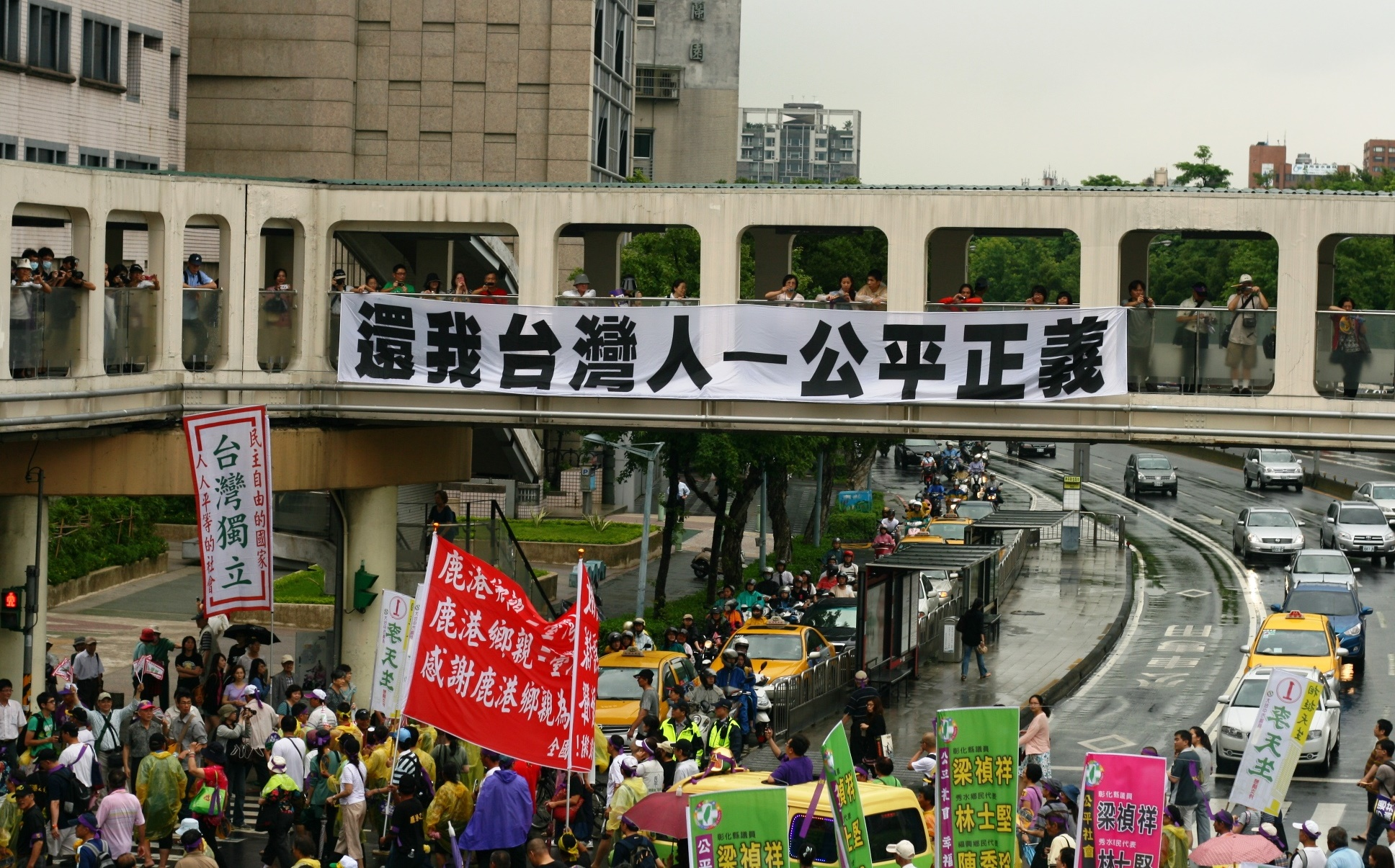

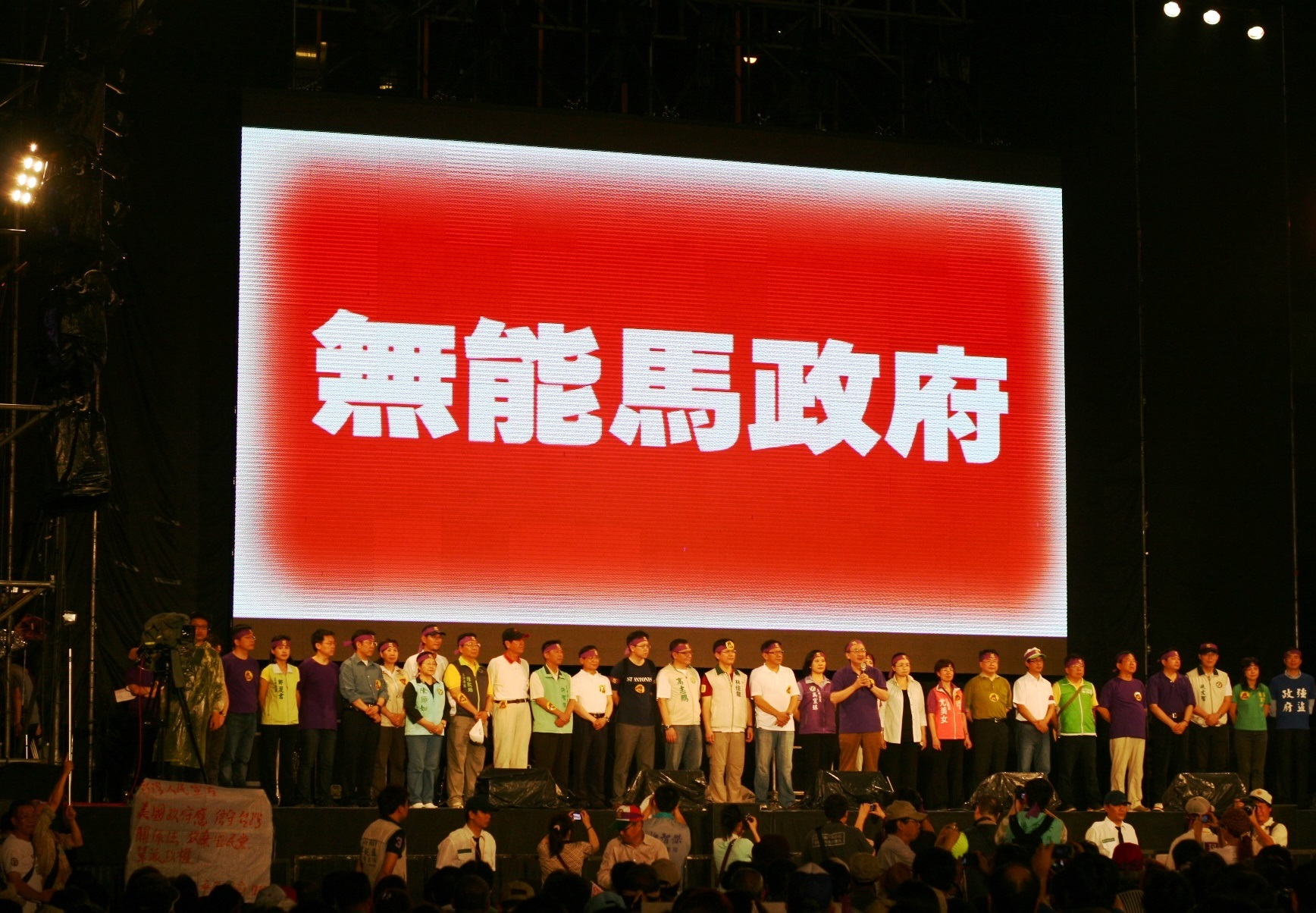

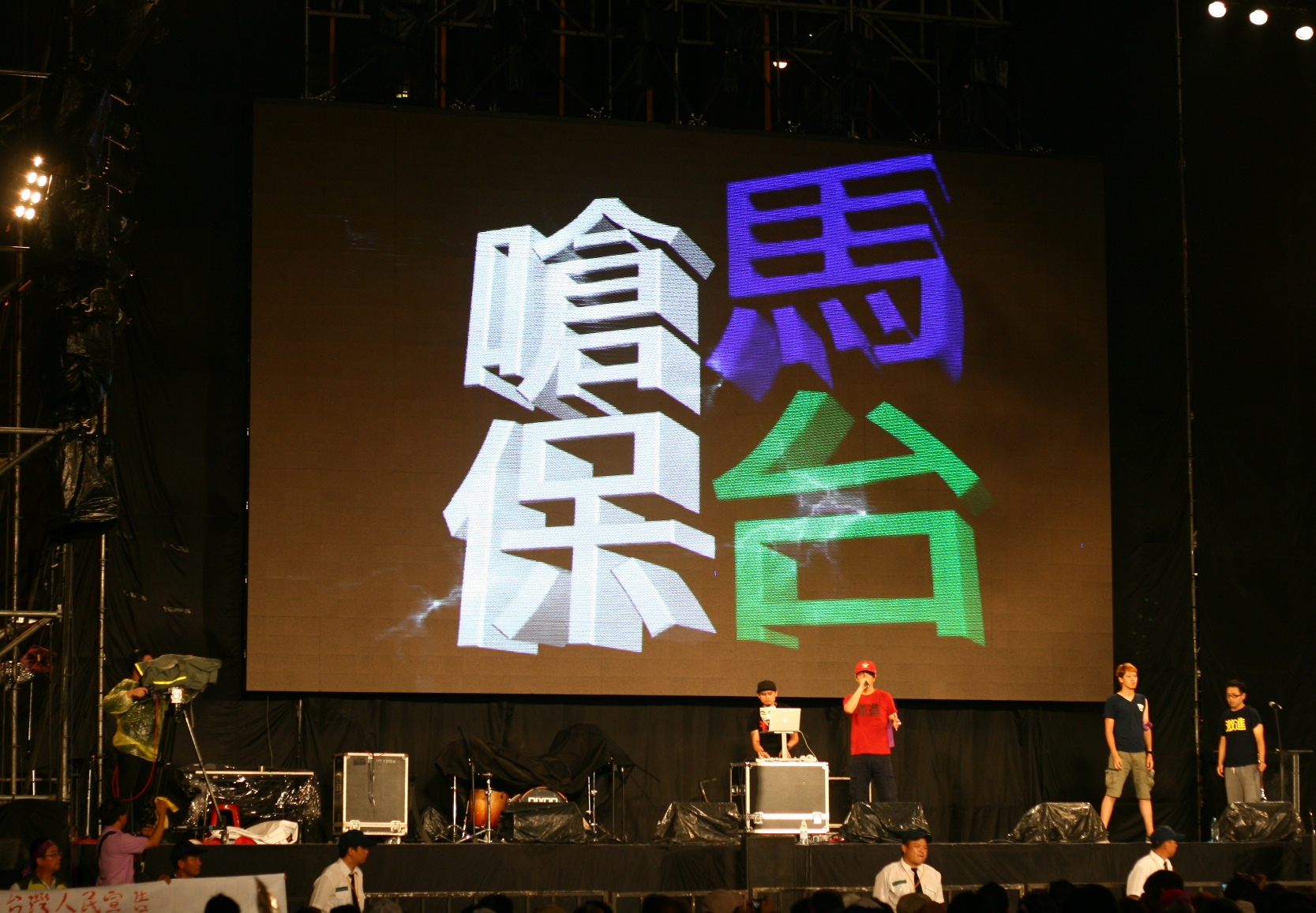

519嗆馬踹共大遊行或520嗆馬大遊行，是2012年中華民國總統馬英九上任第二任期的前夕，民主進步黨、台灣團結聯盟以及本土社團於5月19日以及5月20日馬英九總統連任就職日發動嗆馬大遊行。遊行的訴求是「日子歹過、總統踹共」。
「踹共」是台語漢字「出來講」（tshut-lâi kóng）華語擬音。

## 簡介
時間：5月19日 15:00~21:00

主軸：日子歹過，總統踹共

人數：警方估計5.5萬人，民進黨方面稱12萬人

晚會時間：下午五點

晚會地點：北平東路前廣場

訴求：共同訴求：反毒牛要健康。反黑金要安全。反漲價要生存。

- 要生存大隊：反對馬英九傾中賣台政策；反對油電雙漲揭竿而起。
- 要公平大隊：馬英九下台、台灣人救台灣人總統；一國兩區、台灣委曲。
- 要安全大隊：要安全、反對瘦肉精美牛；519、無能的馬英九。

## 背景
2012年1月14日大選過後，4個月的時間內，一連串油電雙漲、隱匿禽流感疫情、開放瘦肉精美國牛肉進口等政策，引發民怨。民進黨於5月19日（週六）下午3時與民間社團將發起「日子歹過，總統踹共」519、520嗆馬大遊行活動，要求馬英九向人民道歉，並撤換行政院長陳冲。

## 遊行路線
此次遊行共分為三個大隊：
- 「要生存」大隊：由代理黨主席陳菊、祕書長蘇嘉全領隊。

松山菸廠集會後出發→忠孝東路→杭州北路→北平東路
- 「要公平」大隊：由前黨主席蔡英文、前行政院長游錫堃 、前行政院長謝長廷領隊。

台灣大學集會後出發→新生南路→和平東路→金山南路→濟南路→杭州南路→杭州北路→北平東路
- 「要安全」大隊：由前行政院長謝長廷、前考試院長姚嘉文領隊。

萬華車站集會後出發→康定路→桂林路→昆明街→漢口街一段/二段→館前路→忠孝西路→公園路→青島西路→青島東路→林森南路→林森北路→北平東路

## 就職前各家新聞媒體民調
2012總統馬英九就職前一天，媒體公布最新民調顯示，馬英九施政滿意度僅剩2成，低於前一次調查的2成2，不滿意度則為6成3，僅次於八八水災當時的不滿意度。
| 媒體     | 日期          | 滿意度 | 不滿意度 |
| -------- | ------------- | ------ | -------- |
| 蘋果日報 | 2012年5月5日  | 15.11% | 70.62%   |
| TVBS     | 2012年5月16日 | 20%    | 60%      |
| 聯合報   | 2012年5月17日 | 23%    | 66%      |
| 中國時報 | 2012年5月18日 | 32%    | 59%      |